# IBazar
IBazar était un site web français de vente aux enchères, lancé en France en octobre 1998 par la société Téléstore et absorbé par eBay en 2001. 

## Développement
La société Téléstore, présidée par Pierre-François Grimaldi, cogérée par Philippe Viroulet, a été créée en 1988 et a disparu en 2002. Elle s'est fait connaître via l'exploitation de serveurs télématiques (Minitel) puis, à partir de 1995, s'est lancée dans l'internet, via la création de divers sites Web tels que le moteur de recherche Ecila et le service d'hébergement de pages personnelles Chez.
Début 1999, Marc Piquemal, ancien employé de Goldman Sachs s'associe au site web. En février 1999, le site compte 10 000 inscrits. Au cours de l'été 1999, Goldman Sachs investit 12,6 millions d'euros (80 millions de francs) dans le site en échange de 20 % du capital,.
Le site est relooké par l'agence Grey Interactive, un nouveau logo est créé par Didier Vinet, directeur artistique à iBazar.
En janvier 2000, la société envisage d'entrer en bourse. En mars de la même année, iBazar achète un site suédois et le site belge Opendeal et passe au modèle payant. Le site revendique 300 000 membres. La société est valorisée à 520 millions d'euros après une prise de participation de l'italien Bipop-Carire.
En mai 2000, Téléstore, éditeur de iBazar, se concentre sur le site de vente aux enchères en cédant Chez.com, Écila et deux autres sites à Liberty Surf.
Avant son rachat par eBay, iBazar était présent dans huit pays : France, Brésil, Pays-bas, Belgique, Portugal, Italie, Espagne et Suède. et totalisait 2,4 millions d'inscrits. Il avait par ailleurs réussi à se positionner à la 1ère place du marché des enchères entre particuliers sur 7 des 8 pays où il était présent. Il affichait un chiffre d'affaires de 430 millions de dollars (exercice 2000) mais n'était pas bénéficiaire,.

## Communication
IBazar fut le premier site Web à faire l'objet de publicité télévisée en France (en dehors des fournisseurs d'accès à Internet), avec pour héroïne une vieille dame nommée Simone, interprétée par la comédienne Christine Sandre. Le 18 septembre 1999, les premiers spots sont diffusés sur M6. On doit l'esprit de la première campagne publicitaire qui s'inspire du concept de la mère Denis à André Haddad, directeur marketing de la société. La campagne télévisuelle est déclinée dans chaque pays où iBazar est présent, en faisant appel à chaque fois une actrice locale. Les investissements en hardware avaient été mal évalués ; après le passage de la première pub télé, les serveurs informatiques ont planté, faute de bande passante,. 
Il s'est fait connaître pour ses diverses publicités (« Moi, Simone, je peux tout vendre et tout acheter sur iBazar point fr ! ») en ligne et hors ligne, ainsi que par son programme d'affiliation.

## Bataille judiciaire
Le 23 juin 1999, la société Forum on the net (créée en 1995 par Marc Piquemal) et gérant l'activité du site iBazar enregistre la marque Ebay en France, et le 12 juillet elle enregistre le nom de domaine ebay.fr. Cela oblige le groupe eBay à nommer la version française de son site internet ebayfrance.com. Mécontente de ce squat de nom de domaine, la société Ebay inc. porte plainte en 2000 mais est déboutée en appel le 1er décembre 2000 par la 14e chambre de la cour d'appel de Paris.

## Rachat par eBay
IBazar est approchée une première fois en 2000, eBay propose alors 1 milliard de dollars ; proposition qui sera refusée par les dirigeants. 
En 2001, la bataille judiciaire se conclut sur le terrain économique : eBay rachète iBazar, ce qui clôt l'action judiciaire. En février 2001, la société Ebay annonce qu'elle émettra 2,25 millions de titres afin de rémunérer les actionnaires d'Ibazar dans le cadre du rachat du site, ce qui situe le montant du rachat d'iBazar dans une fouchette comprise entre 66 et 112 millions de dollars. Quelques mois plus tard, en juillet, la plate-forme Ibazar migre sur les serveurs américains d'Ebay et le site Ibazar disparait au profit d'Ebay,.
Le rachat par eBay est pour les salariés une grande désillusion. La migration de la plateforme sur les serveurs américains entraine la disparition des équipes techniques en Europe. Par ailleurs un plan d'achat d'actions leur avait été consenti afin de les motiver et de les faire participer au rêve des startup internet. Malheureusement ce plan d'achat d'actions leur a été consenti lorsque la valorisation de la société était au plus haut : la cession à eBay leur enlève toute possibilité de gagner de l'argent sur ces stock options. Les heures supplémentaires non payées font alors surface dans les récriminations à l'égard de la direction d'iBazar. Une lutte s'engage accompagnée d'une grève alors que la migration des serveurs vers les États-Unis entraine un plan social en France. Se sentant floués, les salariés négocient âprement chacun des éléments : «Nous avons joué le jeu, nous avons travaillé sans compter les heures, nous demandons notre dû»,,,.

## Controverse
IBazar a souvent été présentée comme une réussite à la française. Avec le recul, les experts du numérique considèrent iBazar comme un échec qu'ils attribuent à un mauvais marketing doublé d'une frilosité des consommateurs français. Son maintien durant les dernières années de la vie de la société n'ayant été acquis qu'au prix d'actions de protection afin d'interdire à eBay de s'implanter en France (dépôt de la marque eBay et squat du nom de domaine eBay.fr par les propriétaires d'iBazar). Un ancien dirigeant, André Haddad, pointe du doigt la rareté des capitaux engagés dans les débuts de la société, et la politique consistant à privilégier leur utilisation dans des investissements publicitaires au détriment d'achat de matériel afin d'absorber le trafic.